# 월미전통공원
월미전통공원(月尾傳統公園)은 인천광역시 중구 개항동에 위치한 공원으로, 월미산과 함께 인천광역시 서부공원사업소에서 관리하고 있다.

## 개요
원래 이 공원은 인천광역시가 2001년 10월 13일에 국방부로부터 관리권 인수를 받아 월미산과 함께 개방하였으며, 월미산의 입구에 위치하여 쉼터로써 이용하기 시작하였다.
최근 궁궐정원의 부용지와 애련지, 아미산굴뚝 및 화계를 만들었으며, 별서정원의 국담원과 소쇄원, 서석지 그리고 민가정원의 양진당, 초가 등을 재현하였다.

## 같이 보기
- 월미산
- 월미도
- 오이도